# Jeroen Pauw
Hendrik Jan Jeroen Pauw (Hilversum, 15 augustus 1960) is een Nederlandse televisiemaker en journalist. 
Sinds de zomer van 2024 presenteerde  hij afwisslend talkshow Bar Laat op NPO 1. Daarvoor presenteerde hij actualiteitenprogramma's zoals Pauw & Witteman, Pauw, RTL Nieuws en Met het Oog op Morgen.

## Radio
Tijdens zijn jeugd werd Pauw van verschillende middelbare scholen weggestuurd. In diezelfde periode was Pauw al werkzaam als vrijwilliger-journalist bij AVRO's radiojournaal. Ook werkte hij bij de Evangelische Omroep als radio-omroeper. Vanaf 1979 werkte Pauw ruim tien jaar als freelance-nieuwslezer voor de Radionieuwsdienst van het ANP, en van 1980 tot 1988 als omroeper en programmamaker voor Radio Nederland Wereldomroep.
Daarnaast was hij verslaggever en columnist voor NCRV-radio van 1984 tot 1986. Voor de VARA werkte hij mee aan Dingen van de dag en verzorgde hij van 1986 tot 1989 de samenstelling en presentatie van het cultuurprogramma Ophef en Vertier op zondagochtend vanuit De Balie in Amsterdam. In de periode 2000 tot 2006 was Jeroen Pauw vaste presentator van Met het Oog op Morgen en BNN's Storing, een mediaprogramma op Radio 1.

## Televisie
Vanaf oktober 1989, toen de commerciële televisie in Nederland begon, was Jeroen Pauw te zien als journalist/presentator van de dagelijkse nieuwsbulletins voor het RTL Nieuws, samen met Loretta Schrijver. Daarnaast presenteerde hij voor RTL 4 het culturele praatprogramma Studio Rembrandt en het programma Kwestie van kiezen, waarin een prominente hoofdgast verschillende dilemma's kreeg voorgelegd. Pauw werd bekend als een scherpe interviewer en kreeg voor dat programma in 1999 een Gouden Beeld.
Pauw begon in 2000 samen met Peter Adrichem het televisieproductiebedrijf TVBV. Als presentator maakte hij begin 2001 de overstap naar de publieke omroep. TVBV maakte programma's voor onder meer BNN, die door Pauw werden gepresenteerd, zoals Storing TV, de satirische reallifeserie BNN-Family en het late avondpraatprogramma Pauw in Panama. Ook produceerde het bedrijf de programma's Goedemorgen Nederland, Lijst 0, De Leescoupé, Westermans Nieuwe Wereld en 5 Jaar Later.
Eind 2002 werd Pauw, naast zijn BNN-werkzaamheden, presentator van NOVA. Aanvankelijk vormde hij samen met Clairy Polak een duo-presentatie, maar nadat het andere duo Felix Rottenberg en Matthijs van Nieuwkerk na een conflict was vertrokken, presenteerden Pauw en Polak het programma afzonderlijk.

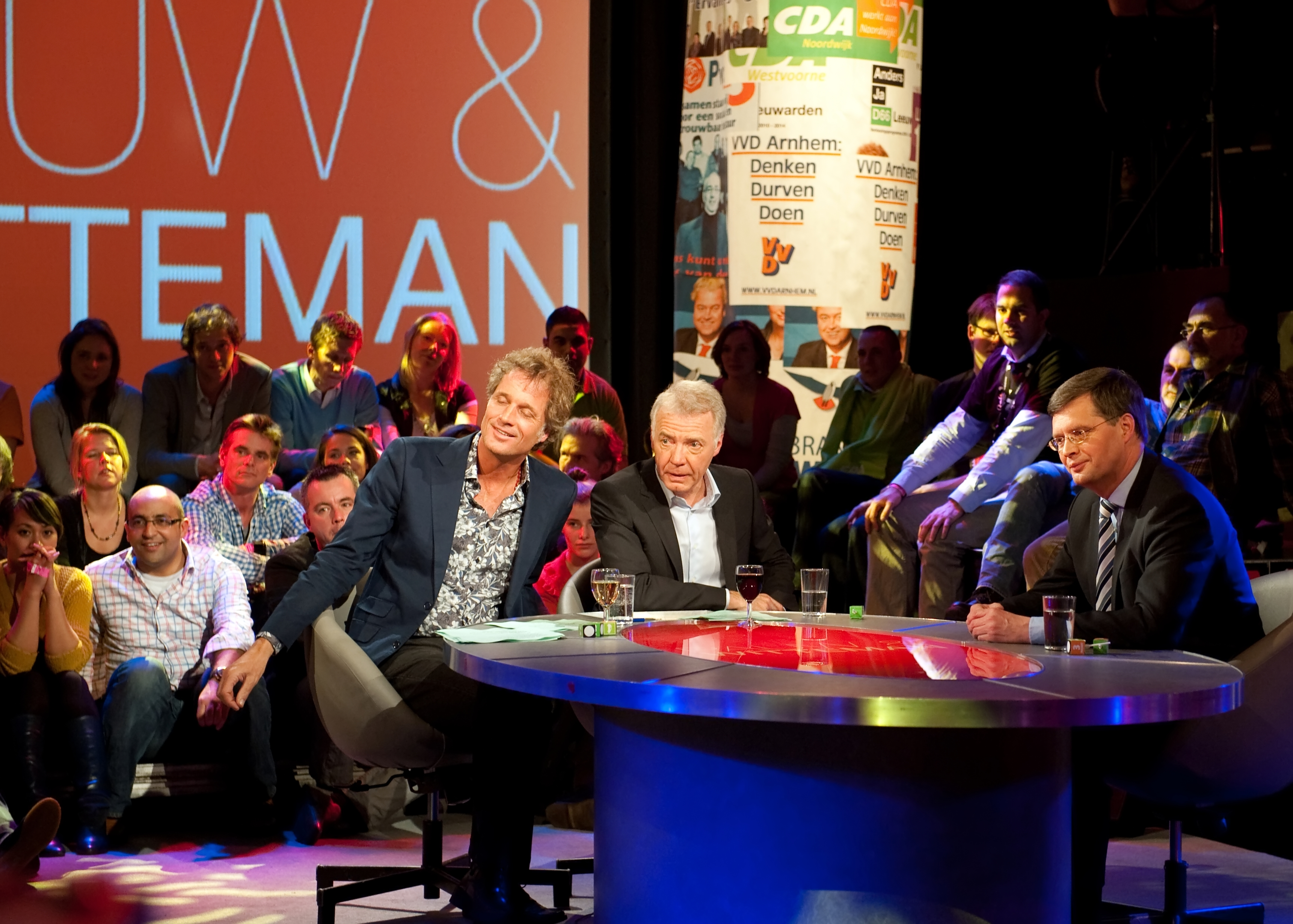
Jeroen Pauw (links) in het programma Pauw & Witteman in 2010. Samen met medepresentator Paul Witteman interviewen zij minister-president Jan-Peter Balkenende (uiterst rechts).

In het seizoen 2005-2006 presenteerde Pauw samen met Paul Witteman wekelijks het praatprogramma Woestijnruiters voor de VARA/NPS.
Vanaf september 2006 (nadat het populaire soortgelijke RTL 4-programma Barend en van Dorp was gestopt) tot mei 2014 presenteerde Pauw, samen met Paul Witteman, op Nederland 1 het late avondprogramma Pauw & Witteman, een praatprogramma van de VARA. Het programma werd in het winterseizoen elke werkdag rechtstreeks uitgezonden op Nederland 1 vanaf 23.00 uur. Van 2014 tot 2019 presenteerde Jeroen Pauw op hetzelfde tijdstip alleen een laat avondprogramma, getiteld Pauw.
In 2008 werd de eerste serie van het door Jeroen Pauw bedachte programma 5 jaar later uitgezonden, waarin Pauw persoonlijke gesprekken voert over het verleden en de toekomst van spraakmakende Nederlanders. Pauw blikt met zijn gasten terug op interviews die hij vijf jaar eerder met hen opnam. Samen met zijn gasten bekijkt hij in hoeverre de voorspellingen, die zij toen deden, zijn uitgekomen. Het programma keerde jaarlijks terug. In december 2016 werd de negende reeks uitgezonden. De tiende reeks, die in januari 2018 werd uitgezonden, werd gepresenteerd door Beau van Erven Dorens.
In 2010 presenteerde hij samen met Beau van Erven Dorens en Linda de Mol de televisieactie Nederland Helpt Haïti, waarbij ca. 111 miljoen euro werd opgehaald ten behoeve van de hulp aan Haïti dat een week ervoor door een zware aardbeving werd getroffen. Een jaar later keerde Pauw terug naar Haïti om te zien wat met het geld zoal gebeurd was. Deze reportage werd uitgezonden onder de titel Nederland Helpt Haïti – het vervolg. In navolging van deze reportage ging Pauw in 2012 naar Japan om te zien hoe dat land een jaar na de tsunami eraan toe was. Deze reportage was getiteld Jeroen Pauw in Japan.
Vanaf 27 februari 2017 tot aan de verkiezingen in maart presenteerde hij samen met Eva Jinek het programma: Pauw & Jinek: De verkiezingen.
Begin december 2019 maakte Jeroen Pauw bekend na ruim 5 jaar te stoppen met het televisieprogramma Pauw. Op vrijdag 20 december 2019 was zijn laatste uitzending van dit programma. Na een afwezigheid van drie maanden keerde Pauw terug op de late avond van NPO 1. Samen met Fidan Ekiz startte hij met de presentatie van de zondageditie van de talkshow Op1, die Pauw produceerde met zijn bedrijf TVBV. OP1 eindigde in juni 2024.
Rondom de Tweede Kamerverkiezingen van 2021 presenteerde Pauw vier debatten, Pauw Verkiezingsdebat, tussen de lijsttrekkers van de acht grootste partijen in de Kamer dan wel in de peilingen. In april 2021 was hij samen met Sander Heijne en Jeroen Smit te zien in het tweedelige BNNVARA-programma Scheefgroei in de polder. Dit programma kreeg in december 2021 een vijfdelig vervolg onder de titel Scheefgroei. In maart 2022 verzorgde Pauw samen met Eva Jinek het talkshow gedeelte in het eenmalige televisieprogramma Samen in actie voor Oekraïne dat uitgezonden werd door NPO 1, RTL 4 en SBS6 om geld op te halen voor oorlogsslachtoffers van Oekraïne. Zeven maanden later ging Pauw naar Oekraïne om te zien wat er met het geld zoal gebeurd is. Deze reportage werd uitgezonden onder de titel Pauw in Oekraïne.
Op 19 januari 2024 werd bekendgemaakt dat Pauw Khalid Kasem voorlopig zou vervangen als presentator van Khalid & Sophie. De titel van het programma werd gedurende deze periode gewijzigd in Sophie & Jeroen. Dit programma stopte in juli 2024.
In augustus 2024 begon Pauw met de presentatie van Bar Laat, afwisselend met Sophie Hilbrand en als vervanger Tim de Wit. Vanaf september 2025 zal De Wit het stokje van Hilbrand overnemen. Het programma gaat dan Pauw en De Wit heten.

## Prijzen
- Gouden Beeld
  - Presentatie / informatie - Jeroen Pauw, Kwestie van kiezen, RTL 4 (1999)
  - TV-persoonlijkheid van het jaar (2004)
- JFK Greatest Man Award (2010)
- Sonja Barend Award (2014 en 2015)
- TV Beeld (2017) voor het programma 5 jaar later: Diederik Samsom
- Ere Zilveren Nipkowschijf (2019)
- Omroepman van het Jaar (2019)